# Доминатор Брешианский
Доминатор (лат. Dominator; умер в конце VI века) — епископ Брешиа в конце VI века; святой, почитаемый в Католической церкви (день памяти — 5 ноября).

## Биография
В списках глав Брешианской епархии святой Доминатор упоминается как преемник Рустициана I и предшественник Павла III. Он был епископом в городе Брешиа в самом конце VI века. Хотя в трудах некоторых авторов приводятся и более точные даты с 587 по 612 год включительно, они не подтверждаются данными средневековых исторических источников.
Хотя Доминатор жил во времена порождённых спором о Трёх главах церковных смут, достоверных сведений о его участии в них не сохранилось. Предполагается, что Доминатор мог быть тем неназванным по имени в современных ему источниках епископом Брешиа, который в 593 году обвинил своего митрополита Констанция Миланского в приверженности осуждению трёх церковных деятелей: Ивы Эдесского, Феодора Мопсуестийского и Феодорита Кирского. Из переписки Констанция и папы римского Григория I Великого известно, что, заручившись поддержкой королевы Теоделинды, три суффрагана Миланской архиепархии разорвали церковные связи со своим митрополитом и заявили о неканоничности его избрания. Этот конфликт продолжался несколько лет и завершился при посредничестве папы римского.
Доминатор был похоронен в базилике Сан-Андреа-де-Ребуффоне, но около 1420 года его реликвии были перенесены в церковь Сан-Стефано-ин-Арсе. Здесь же были похоронены и другие святые брешианские епископы: Павел III, Анастасий и Доминик. 1 ноября 1581 года мощи этих святых были перевезены в церковь Святого Петра, а 16 февраля 1604 года — в старый кафедральный собор Брешиа. В последнем из храмов они находятся до сих пор.
Также как и все главы Брешианской епархии III—VII веков от Анатолия до Деусдедита, ещё в средневековье Доминатор был причислен к лику святых. Первые свидетельства о существовании в Брешиа культа этого епископа относятся к 1346 году. Поминовение святого Доминатора отмечается 5 ноября.